# Friend Melanesian Party
Die Friend Melanesian Party (FMP) ist eine politische Partei in Vanuatu. Sie steht der Union of Moderate Parties sehr nahe.

## Geschichte
Die FMP wurde 1975 von dem französisch-sprachigen Protestanten Pisovuke Albert Ravutia gegründet, nachdem die Vanua’aku Pati (New Hebrides National Party) sich erfolgreich etabliert hatte. 1981 schloss sich die Partei der frankophonen Union of Moderate Parties an, aber aufgrund der katholischen Dominanz in der Allianz, blieb sie selbstständig und stellte sogar Kandidaten gegen die UMP auf.
In den Wahlen 1983 erhielt die Partei erstmals 2,3 % der Stimmen und gewann damit einen Sitz im Parlament und schloss sich auch dort der UMP an. Der Sitz blieb in den Wahlen 1987, 1991 und 1995 erhalten; die Partei trat in den Wahlen 1998 nicht an. Sie kehrte mit einem Sitz nach den Wahlen 2002 zurück, aber verlor ihn in den Wahlen 2004 wieder.
In den Wahlen 2012 konnte die Partei sogar drei Kandidaten aufstellen. Sie errang jedoch nur 0,9 % der Stimmen und konnte somit keinen Sitz erhalten. In den Wahlen 2016 führte die Partei zwei Kandidaten ins Feld und gewann wiederum einen Sitz; Edwin Amblus in Santo.
2020 konnte die Partei keinen Sitz erringen.

## Wahlergebnisse
| Wahl      | Stimmen                          | %                                | Mandate |
| --------- | -------------------------------- | -------------------------------- | ------- |
| Wahl 1975 | 457                              | 0,9                              | 0 / 29  |
| Wahl 1977 | Die Partei boykottierte die Wahl | Die Partei boykottierte die Wahl | 0 / 38  |
| Wahl 1979 | –                                | –                                | 0 / 39  |
| Wahl 1983 | 1.014                            | 2,3                              | 1 / 39  |
| Wahl 1987 | 1.119                            | 2,0                              | 1 / 46  |
| Wahl 1991 | 1.157                            | 1,9                              | 1 / 46  |
| Wahl 1995 | 2.019                            | 2,7                              | 1 / 50  |
| Wahl 1998 | –                                | –                                | 0 / 50  |
| Wahl 2002 | 1.566                            | 2,0                              | 1 / 52  |
| Wahl 2004 | 1.101                            | 1,2                              | 0 / 52  |
| Wahl 2008 | 270                              | 0,3                              | 0 / 52  |
| Wahl 2012 | 1.069                            | 0,9                              | 0 / 52  |
| Wahl 2016 | 1.465                            | 1,3                              | 1 / 52  |
| Wahl 2020 | 996                              | 0,7                              | 0 / 52  |
| Wahl 2022 | 229                              | 0,2                              | 0 / 52  |